# Apomecyna vitticollis
Apomecyna vitticollis là một loài bọ cánh cứng trong họ Cerambycidae.